# Michael B. Jordan
Michael Bakari Jordan (Santa Ana (Californië), 9 februari 1987) is een Amerikaans acteur en filmproducent.

## Biografie
Michael B. Jordan werd geboren in Santa Ana (Californië) in een gezin van drie kinderen. Op tweejarige leeftijd verhuisde hij met zijn ouders naar Newark (New Jersey). Hij doorliep de highschool aan de Newark Arts High School in Newark. Hij heeft op eigen initiatief bij filmproductiemaatschappij Metro-Goldwyn-Mayer het idee aangedragen de inmiddels tweede remake van The Thomas Crown Affair (1968) te maken, omdat hij zijn carrière zelf gestalte wil geven en rollen wil vertolken die zijn persoonlijke voorkeur hebben.

## Liefdadigheid
Jordans moeder werd anno 2000 gediagnosticeerd met lupus erythematodes en daarom zet hij zich sinds 2015 als bevlogen ambassadeur in voor Lupus LA, een lokale non-profitorganisatie die lupus-patiënten en hun gezinsleden helpt, fondsen voor onderzoek naar de oorzaak en de remedie tegen de auto-immuunziekte werft en openbare bekendheid geeft aan het fenomeen lupus.

## Filmografie

### Films
Uitgezonderd korte films.
- 2025: Sinners - als Smoke en Stack
- 2023: Creed III - als Adonis Johnson Creed
- 2022: Black Panther: Wakanda Forever - als N'Jadaka / Erik Killmonger
- 2021: A Journal for Jordan - als Charles King
- 2021: Space Jam: A New Legacy - als zichzelf (cameo)
- 2021: Without Remorse - als John Kelly
- 2019: Just Mercy - als Bryan Stevenson
- 2018: Creed II - als Adonis Johnson Creed
- 2018: Kin - als Male Cleaner
- 2018: Fahrenheit 451 - als Guy Montag
- 2018: Black Panther - als N'Jadaka / Erik Killmonger
- 2015: Creed - als Adonis Johnson Creed
- 2015: Fantastic Four - als Johnny Storm / Human Torch
- 2014: That Awkward Moment - als Mikey
- 2013: Justice League: The Flashpoint Paradox – als Victor Stone / Cyborg (stem)
- 2013: Fruitvale Station – als Oscar Grant
- 2012: Hotel Noir – als Leon
- 2012: Chronicle – als Steve Montgomery
- 2012: Red Tails – als Maurice Wilson
- 2012: County – als Travis
- 2009: Pastor Brown – als Tariq Brown
- 2007: Blackout – als C.J.
- 2001: Hardball – als Jamal
- 1999: Black and White – als tiener

### Televisieseries
Uitgezonderd eenmalige gastrollen.
- 2019-2022: Raising Dion - als Mark Warren - 4 afl.
- 2019-2021: Gen: Lock - als Julian Chase / Nemesis (stem) - 16 afl.
- 2021: What If...? - als N'Jadaka / Erik Killmonger (stem) - 2 afl.
- 2014: The Boondocks - als Pretty Boy Flizzy - 2 afl.
- 2010-2011: Parenthood – als Alex – 16 afl.
- 2009-2011: Friday Night Lights – als Vince Howard – 26 afl.
- 2010-2011: Lie to Me – als Key – 2 afl.
- 2009: The Assistants – als Nate Warren – 13 afl.
- 2003-2006: All My Children – als Reggie Porter Montgomery – 52 afl.
- 2002: The Wire – als Wallace – 13 afl.

### Computerspellen
- 2023: Creed: Rise to Glory - Championship Edition - als Adonis Creed
- 2017: Wilson's Heart - als Kurt Mosby
- 2016: NBA 2K17 - als Justice Young
- 2011: Gears of War 3 - als Jace Stratton

### Filmproducent
- 2025: Sinners - film
- 2023: Creed III - film
- 2022-2023: 61st Street - televisieserie - 9 afl.
- 2019-2021: Gen: Lock - televisieserie - 16 afl.
- 2021: A Journal for Jordan - film
- 2019-2021: David Makes Man - televisieserie - 20 afl.
- 2021: Without Remorse - film
- 2019: Raising Dion - televisieserie - 8 afl.
- 2019: Just Mercy - film
- 2018: Creed II - film
- 2018: Kin - film
- 2018: Fahrenheit 451 - film
- 2004: Souled Out - televisieserie

### Regisseur
- 2023: Creed III - film

## Eerbewijzen
- In 2023 kreeg Jordan een ster op de Hollywood Walk of Fame.

- Bibsys: 15021521
- Biblioteca Nacional de España: XX5231017
- Bibliothèque nationale de France: cb166149282 (data)
- Gemeinsame Normdatei: 1025232445
- International Standard Name Identifier: 0000 0003 7972 5911
- Library of Congress Control Number: no2012065564
- MusicBrainz: 7555d79b-3bc3-44bb-9aa9-e81abef2713c
- Nationale Bibliotheek van Tsjechië: xx0158650
- Nationale Bibliotheek van Israël: 987012437476505171
- Nederlandse Thesaurus van Auteursnamen: 374331871
- Système universitaire de documentation: 166524484
- Virtual International Authority File: 258469427
- WorldCat: E39PBJht7h9PVXXk96dHwqChHC